# Anglická nepravidelná slovesa
Anglický jazyk má mnoho nepravidelných sloves. Běžně jich používá cca 200. Pokud počítáme i předponové tvary, je jich podstatně více. Ve většině případů se nepravidelnost týká minulého času (nazývaného též préterium) nebo příčestí minulého.
Tucet nejčastěji používaných anglických sloves je nepravidelných. U nově vzniklých sloves se obvykle tvoří tvary minulého času pravidelně. Výjimkou jsou ale slovesa složená z již existujících nepravidelných sloves (např. housesit).

## Vývoj
Většina anglických nepravidelných sloves je původních, tj. odvozených od sloves, která existovala ve staré angličtině. Jejich nepravidelnost tedy existuje jako pozůstatek historického vývoje – když došlo ke změně, nebo nepoužívání nějakého gramatického pravidla, některá slovesa se držela starého vzoru.
Síla analogie má tendenci snižovat počet nepravidelných sloves v průběhu času, protože nepravidelná slovesa přecházejí na pravidelné časování (například chide kdysi mělo nepravidelný minulý čas chid, ale ustoupilo pravidelné konvenci). To je pravděpodobnější u méně obvyklých sloves, kde jsou nepravidelné tvary méně známé. Existuje několik nepravidelných sloves, u kterých se souběžně používají nepravidelné i pravidelné tvary. Oproti tomu velmi často používaná slovesa, jako např. be, have, take, zůstávají nepravidelná.
V několika případech však analogie fungovala opačným směrem (nepravidelné tvary slovesa vznikly analogicky s existujícími nepravidelnými slovesy). To je případ výše uvedeného příkladu catch; jiné zahrnují wear a string, která byla původně slabými slovesy, ale začala být časována jako podobně znějící silná slovesa bear a swing.
V americké angličtině tvoří pravidelné tvary sloves ve více než 90 % případů, zatímco britská angličtina podle studie z roku 1991 pouze v 69 % případů.

## Skupiny
Nepravidelná slovesa moderní angličtiny tvoří několik skupin s podobným časováním a historickým původem, nicméně při širším pohledu mohou být zařazena do dvou tříd – slabá a silná slovesa – i když historicky se některá slovesa přesouvala mezi těmito skupinami.

### Silná slovesa
Někdy zachovají příčestí minulé s koncovkou – [e]n, jako v případě give–gave–given a ride–rode–ridden, ale v jiných případech byl tento konec zrušen, jako v come–came–come a sing–sang–sung. V moderní angličtině se relativně málo sloves nadále řídí tímto vzorem a jsou klasifikována jako nepravidelná.

### Slabá slovesa
Některá další nepravidelná slovesa pocházejí z germánských slabých sloves, která tvoří minulé časy a příčestí s koncovkou -d nebo -t.

### Anomálie
Následující slovesa nezapadají přesně do žádné z výše uvedených kategorií:
- Modální slovesa, která jsou speciálními slovesy – mají pouze přítomný tvar a postrádající infinitivy, příčestí minulé, gerundia, imperativy a konjunktivy. Navíc nepřidávají -s ve třetí osobě jednotného čísla. Hlavní slovesa této třídy jsou – can–could, may–might, shall–should, will–would a must a ought. Existují také slovesa dare a need, která se v některých kontextech řídí stejným vzorem (ne-s): „Dare he jump? She needn't worry“).
- Dvě slovesa be a go – pocházejí ze zcela jiného kořene.
- Sloveso do, které má pro svůj minulý čas podobu did.

## Slovesa s nepravidelným přítomným časem
Kromě modálních sloves, která jsou nepravidelná v tom, že ve třetí osobě nepřijímají -s (viz výše), jsou jedinými slovesy s nepravidelným přítomným časem be, do, have a say (a jejich předponové tvary, jako undo a gainsay, které se časují stejným způsobem jako základní tvary).

## Souběžně existující tvary
V pravidelných anglických slovesech mají minulý čas a příčestí minulé stejný tvar. To platí také pro většinu nepravidelných sloves. Rozdíly mezi minulým časem a příčestím minulým (jako v sing–sang–sung, rise–rose–risen) se obvykle objevují v případě silných sloves, nebo v několika případech slabých sloves, která získala tvary silného typu analogicky – jako u show (pravidelný minulý čas showed, příčestí minulé shown). Avšak i některá silná slovesa mají stejný minulý čas a příčestí minulé jako v cling–clung–clung.
U některých sloves jsou minulý čas či příčestí minulé nebo oba tvary shodné s infinitivem. Například let má s infinitivem totožný minulý čas i příčestí minulé, zatímco come má sice stejné příčestí minulé, ale jiný minulý čas (came).
V několika případech má minulý čas nepravidelného slovesa stejný tvar jako infinitiv jiného slovesa. Například bore a found mohou být minulé časy bear a find, ale mohou také představovat běžná slovesa různých významů. Dalším příkladem je lay, které může být minulým časem lie, ale je také samostatným slovesem.